# Carl Martius (Biochemiker)

Carl Martius (ca. 1965)

Carl Martius (* 1. März 1906 in Striegau (heute, poln.: Strzegom), Schlesien; † 10. April 1993 in Meilen, Kanton Zürich) war ein deutscher Biochemiker.
Martius war von 1956 bis 1976 ordentlicher Professor an der ETH Zürich. 1961 wurde er korrespondierendes Mitglied der Bayerischen Akademie der Wissenschaften.
Im Jahr 1949 wurde er mit dem Adolf-Fick-Preis und später im Jahr 1969 mit der Otto-Warburg-Medaille ausgezeichnet. Im Jahr 1955 wurde er zum Mitglied der Leopoldina gewählt.
Mit Hans Adolf Krebs und Franz Knoop klärte er 1937 die Reaktionsfolge des Citratzyklus auf.